# Samäganderätt
Samäganderätt, gemensamt ägande av sak (såsom lös egendom, fastighet, aktie, obligation)
som inte utgör bland annat bolagsförhållande eller samfällighet.
Beträffande egendomsförhållanden som rör makar, sambor, delägare i oskiftat dödsbo, bolagsmän, redare som ingått överenskommelse om partrederi eller deltagare i samma gruvrörelse finns särskilda bestämmelser. 
Om arvskifte inte sker efter bouppteckning och som innebär att arvingarna gemensamt förvaltar den arvlåtarens kvarlåtenskap, gäller sammanlevnad i oskiftat bo.
Regler om samäganderätt i Sverige finns i lagen (1904:48 s.1) om samäganderätt. Alla delägarna måste vara överens om varje åtgärd som skall göras med det som ägs gemensamt. Varje delägare kan med andra ord hindra de andra delägarna från att sälja eller reparera egendomen. Endast nödvändiga och brådskande åtgärder får utföras utan godkännande av de andra delägarna. Om delägarna inte kan enas om hur egendomen ska förvaltas kan en god man utses av rätten på begäran av någon av delägarna. Envar delägare kan hos tingsrätten begära att godset för gemensam räkning säljs på offentlig auktion. I så fall ska tingsrätten också utse en god man.
Delägarna har ett solidariskt ansvar för ersättningen till gode mannen.
Var och en av delägarna kan också begära att egendomen säljs på offentlig auktion.

## Samägande inom parförhållanden
Om sambor eller äkta makar vill köpa något gemensamt så kan man upprätta ett
samäganderättsavtal för att undvika tvetydigheter vid en framtida separation.
I samäganderättsavtalet anger man att en viss egendom är gemensam samt hur stor andel som respektive person innehar.
- Sambor förvärvade gemensamt en segelbåt. Med tillämpning av 1 § lagen (1904:48 s. 1) om samäganderätt har ägarandelarna bestämts utifrån vardera sambons ekonomiska insats vid köpet enligt HDs avgörande 13 juni 2012.[6]

## Dold samäganderätt inom parförhållanden
Rättspraxis behandlar även frågan om dold samäganderätt i vissa fall.
(Här används formuleringarna i Högsta domstolens rättsfall NJA 2002 s 142).
Det kan till exempel handla om en bostadsrätt som köps av en sambo där följande villkor är uppfyllda:
- Bostadsrätten har köpts för gemensamt bruk,
- Sambon som inte utåt framträder som ägare har lämnat ett ekonomiskt bidrag till köpet
- Båda parterna har avsett att äganderätten ska vara gemensam.

Det sista rekvisitet kan uppfyllas genom att en tyst överenskommelse intolkas i omständigheterna i samband med köpet. Avgörande för bedömningen är förhållandena vid tidpunkten för förvärvet.
Observera att egendom som är föremål för dold samäganderätt inte har något skydd mot den formelle ägarens borgenärer. Hela egendomen kan alltså tas i mät för skuld som den öppne ägaren har.
För att kunna motverka att en dold äganderätt uppstår och för att låta samborna (i ett sambo förhållande) kunna skydda sina ekonomiska intressens genom olika typer av dokumentationer. Exempelvis genom att avtala om delägandet i egendomen. Här kan då den andre sambon möjlighet att ta ställning.